# Кинта де Оливос
Ки́нта де Оли́вос (исп. Quinta Presidencial de Olivos — «президентская вилла в Оливосе», также употребляется название вилла Оливос) — загородная резиденция президента Аргентины, расположенная в Оливосе, провинция Буэнос-Айрес. Кинта де Оливос является жилой резиденцией президента, работает он во дворце Каса Росада в Буэнос-Айресе. Народное прозвище резиденции — «клетка для птиц» (исп. pajarera).
Строительство виллы по заказу Мигеля Хосе Аскенага было начато в 1851 году. Возведением руководил Прилидиано Пуэйрредон. Им был создан эклектичный дизайн виллы, с элементами неоготики и барокко. Строительство было окончено в 1854 году. Пуэрредон был известен как художник, и после окончания строительства написал портрет своего друга-заказчика. Вокруг виллы был разбит огромный сад с пальмами, кедрами, кипарисами, соснами и банановыми деревьями. Так как у Аскенага не было наследников, он завещал виллу своему племяннику, Карлосу Вильяте Олагеру, но с условием, что после его смерти вилла перейдёт правительству Аргентины.

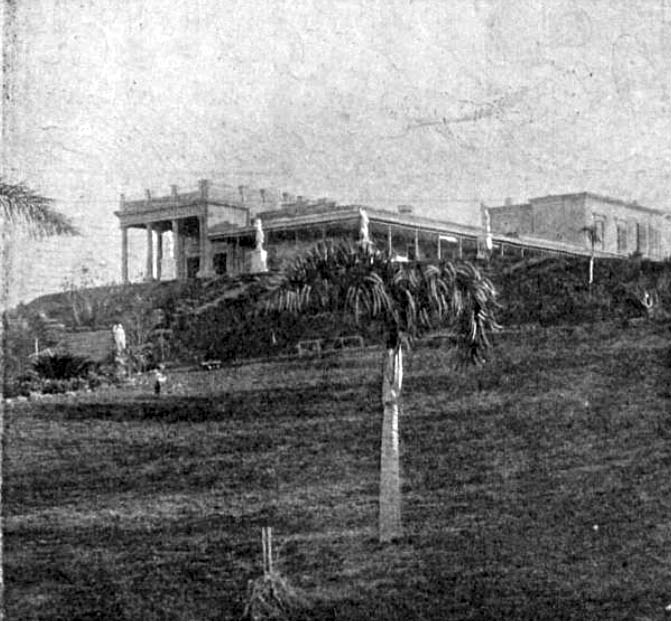
Кинта де Оливос в 1898 году

Когда, в 1913 году племянник умер, участок в 35 Га, с домом и садом, был передан в распоряжение правительства. Некоторое время там располагался общественный сад. 30 сентября 1918 года президентом Аргентины стал Иполито Иригойен. Он сделал виллу резиденцией министра иностранных дел. Однако, переворот 1930 года, и приход к власти генерала Хосе Феликса Урибуру дал возможность использовать дом в качестве резиденции президента.
Преемник Урибуру, Агустин Хусто формально закрепил за домом местонахождение резиденции президента. В 1940 году наследники Вильяте инициировали судебный процесс по возвращению виллы, но Верховный суд отклонил иск.
Хотя последующие президенты совершали много перепланировок, архитектурный стиль дворца практически не изменился.
В 1969 году на территории резиденции была построена вертолётная площадка, в 1972 г. — часовня, в 1991 г. при президенте Карлосе Менеме — миниатюрное поле для гольфа. В резиденции был подписан Пакт Оливос, политическое соглашение, подписанное 14 ноября 1993 года, между Менемом и бывшим президентом Раулем Альфонсином (глава главной оппозиционной партии, центристского Гражданского радикального союза).
В резиденции жил и скончался Хуан Доминго Перон, президент Аргентины с 1946 по 1955 и с 1973 по 1974 гг.